# سارة بوعودية
سارة بوعودية هي لاعبة سباعي جزائرية معتزلة وُلدت في 13 أغسطس 1983، ومثلت الجزائر في دورة ألعاب البحر الأبيض المتوسط عام 2005، وهي صاحبة الرقم القياسي الجزائري في الوثب العالي، والذي يبلغ 1.85 مترًا، والرقم القياسي الجزائري في سباق التتابع 4 × 400 متر، والبالغ 3:39.70 دقيقة.

## المشاركات والميداليات
في عام 1998، شاركت سارة بوعودية في البطولة العربية لألعاب القوى للناشئين، والتي أقيمت في مدينة دمشق بسوريا حيث فازت بالميدالية الذهبية في سباق الوثب العالي، كما فازت بالميدالية الفضية في سباق الوثب الطويل، ثُم شاركت في العام التالي في دورة الألعاب العربية التي أقيمت في العاصمة الأردنية عمان وفازت بالميدالية الفضية في سباق الوثب العالي، كما فازت بالميدالية البرونزية في سباق الوثب الطويل. وفي عام 2003، اركت سارة بوعودية في البطولة العربية لألعاب القوى، ونجحت في إحراز ميداليتين ذهبيتين في منافسات السباعي وفي سباق التتابع 4 × 100 متر. وفي عام 2005، شاركت سارة بوعودية في دورة ألعاب البحر الأبيض المتوسط، التي أقيمت في مدينة المرية بإسبانيا حيث احتلت المركز الخامس في منافسات السباعي، وحققت خلال هذه البطولة أفضل نتائجها في سباقات الوثب الطويل والوثب العالي والسباعي، كما أحرزت الرقم القياسي الجزائري العالي في سباقات الوثب العالي، والذي بلغ 1.85 متر. ويوضح الجدول التالي أهم المُسابقات والبطولات التي شاركت فيها سارة بوعودية، وأبرز الميداليات والألقاب التي حققتها في البطولات والمسابقات المختلفة:
| العام | المسابقة                              | المكان                   | المنافسات                | الترتيب/الميدالية                   |
| ----- | ------------------------------------- | ------------------------ | ------------------------ | ----------------------------------- |
| 1998  | البطولة العربية لألعاب القوى للناشئين | دمشق، سوريا              | سباق الوثب العالي        | المركز الأول (الميدالية الذهبية)    |
| 1998  | البطولة العربية لألعاب القوى للناشئين | دمشق، سوريا              | سباق الوثب الطويل        | المركز الثاني (الميدالية الفضية)    |
| 1999  | دورة الألعاب العربية                  | عمان، الأردن             | سباق الوثب العالي        | المركز الثاني (الميدالية الفضية)    |
| 1999  | دورة الألعاب العربية                  | عمان، الأردن             | سباق الوثب الطويل        | المركز الثالث (الميدالية البرونزية) |
| 1999  | بطولة العالم لألعاب القوى للشباب      | وارسو، بولندا            | سباق الوثب العالي        | لم تتأهل                            |
| 1999  | بطولة إفريقيا لألعاب القوى للناشئين   | تونس العاصمة، تونس       | سباق التتابع 4 × 100 متر | المركز الأول (الميدالية الذهبية)    |
| 1999  | بطولة إفريقيا لألعاب القوى للناشئين   | تونس العاصمة، تونس       | سباق التتابع 4 × 400 متر | المركز الأول (الميدالية الذهبية)    |
| 2001  | بطولة إفريقيا لألعاب القوى للناشئين   | موكا، موريشيوس           | سباق الوثب الطويل        | المركز الثاني (الميدالية الفضية)    |
| 2002  | البطولة العربية لألعاب القوى للناشئين | القاهرة، مصر             | سباق الوثب العالي        | المركز الثالث (الميدالية البرونزية) |
| 2002  | البطولة العربية لألعاب القوى للناشئين | القاهرة، مصر             | سباق الوثب الطويل        | المركز الثاني (الميدالية الفضية)    |
| 2002  | بطولة إفريقيا لألعاب القوى            | رادس، تونس               | سباق الوثب الطويل        | المركز الحادي عشر                   |
| 2002  | بطولة إفريقيا لألعاب القوى            | رادس، تونس               | سباق التتابع 4 × 400 متر | المركز الثالث                       |
| 2003  | البطولة العربية لألعاب القوى          | عمان، الأردن             | سباق السباعي             | المركز الأول (الميدالية الذهبية)    |
| 2003  | البطولة العربية لألعاب القوى          | عمان، الأردن             | سباق التتابع 4 × 100 متر | المركز الأول (الميدالية الذهبية)    |
| 2003  | دورة الألعاب الإفريقية                | أبوجا، نيجيريا           | سباق السباعي             | المركز الرابع                       |
| 2003  | دورة الألعاب الإفريقية                | أبوجا، نيجيريا           | سباق الوثب العالي        | المركز الرابع                       |
| 2004  | دورة الألعاب العربية                  | الجزائر العاصمة، الجزائر | سباق السباعي             | المركز الأول (الميدالية الذهبية)    |
| 2005  | دورة ألعاب البحر الأبيض المتوسط       | المرية، إسبانيا          | سباق السباعي             | المركز الخامس                       |
| 2006  | بطولة إفريقيا لألعاب القوى            | بامبوس، موريشيوس         | سباق الوثب العالي        | المركز الثالث (الميدالية البرونزية) |